# Дзежкув
Дзежкув (пол. Dzierzków, нім. Dätzdorf) — село в Польщі, у гміні Добромеж Свідницького повіту Нижньосілезького воєводства.
Населення — 360 осіб (2011).
У 1975-1998 роках село належало до Валбжиського воєводства.

## Демографія
Демографічна структура станом на 31 березня 2011 року:
|          | Загалом | Допрацездатний вік | Працездатний вік | Постпрацездатний вік |
| -------- | ------- | ------------------ | ---------------- | -------------------- |
| Чоловіки | 183     | 35                 | 127              | 21                   |
| Жінки    | 177     | 42                 | 96               | 39                   |
| Разом    | 360     | 77                 | 223              | 60                   |

## Галерея

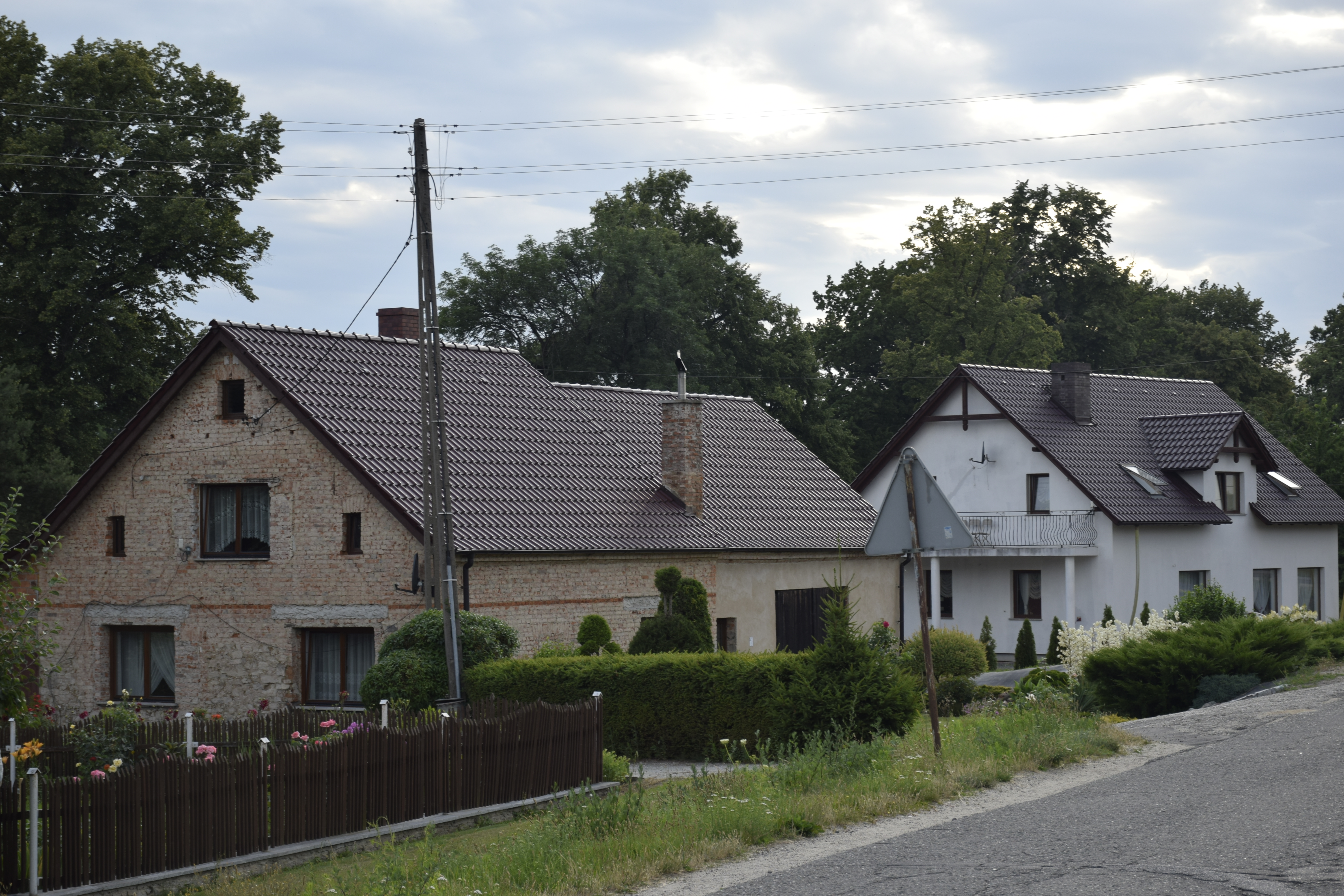
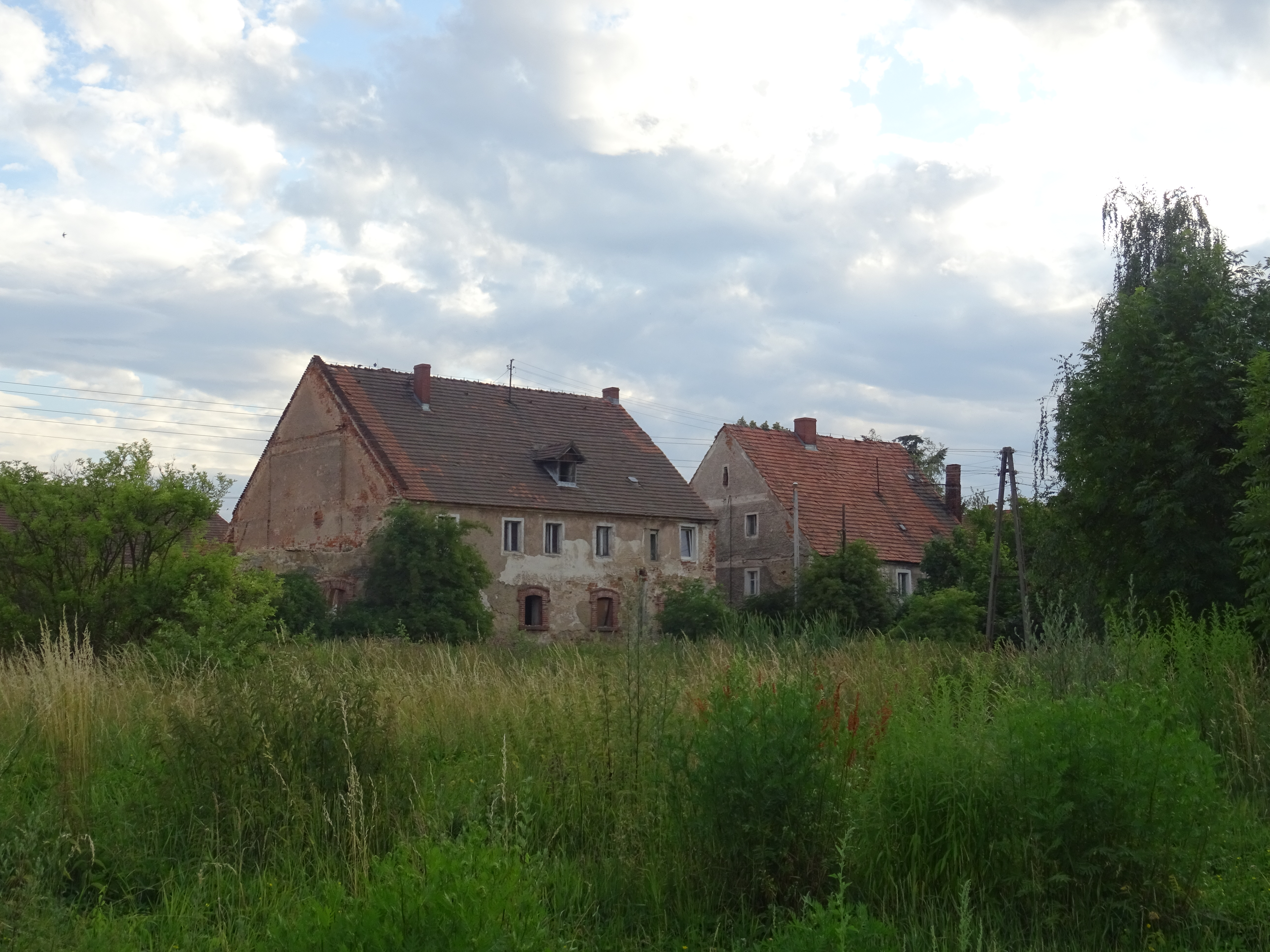
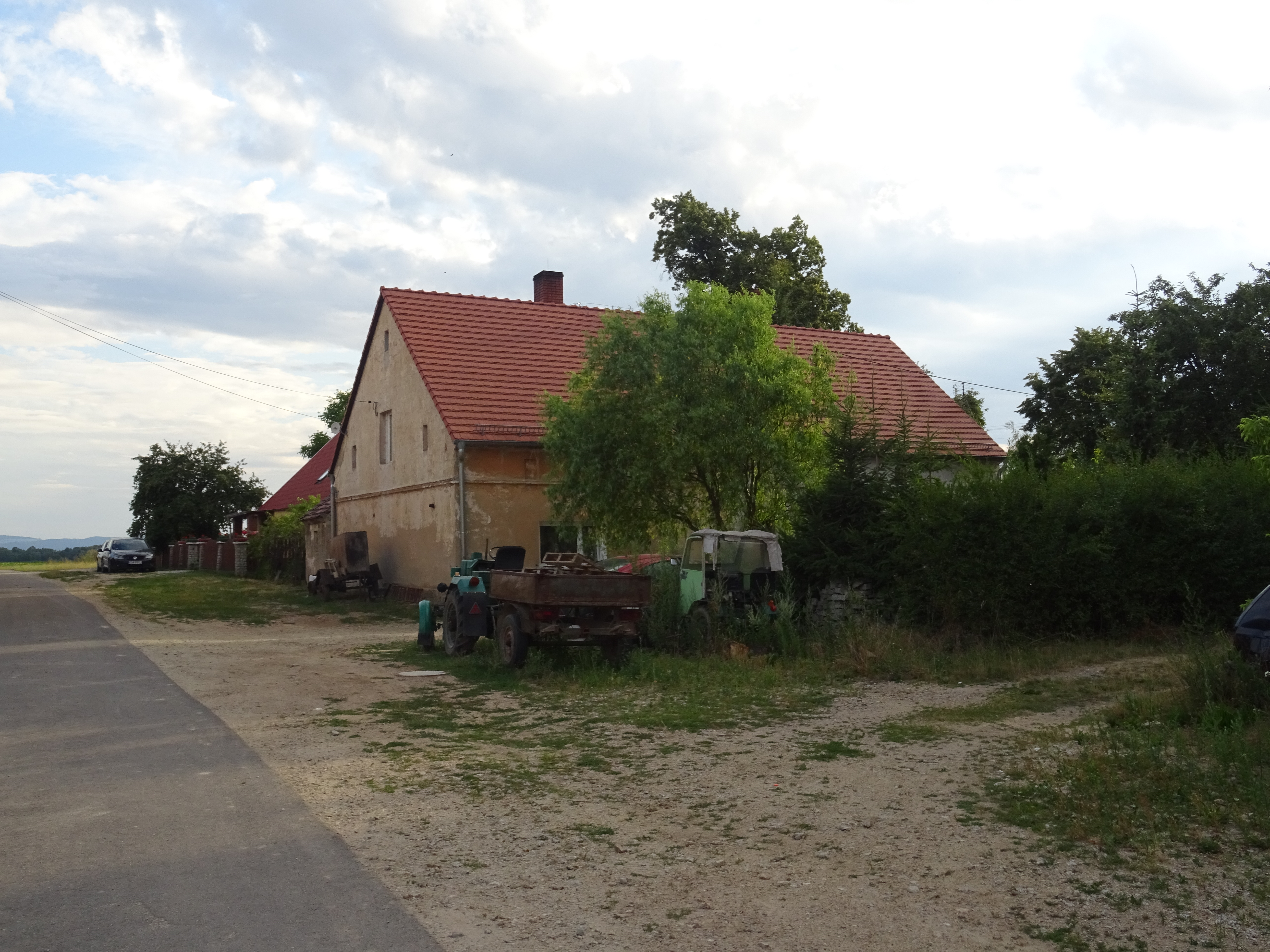
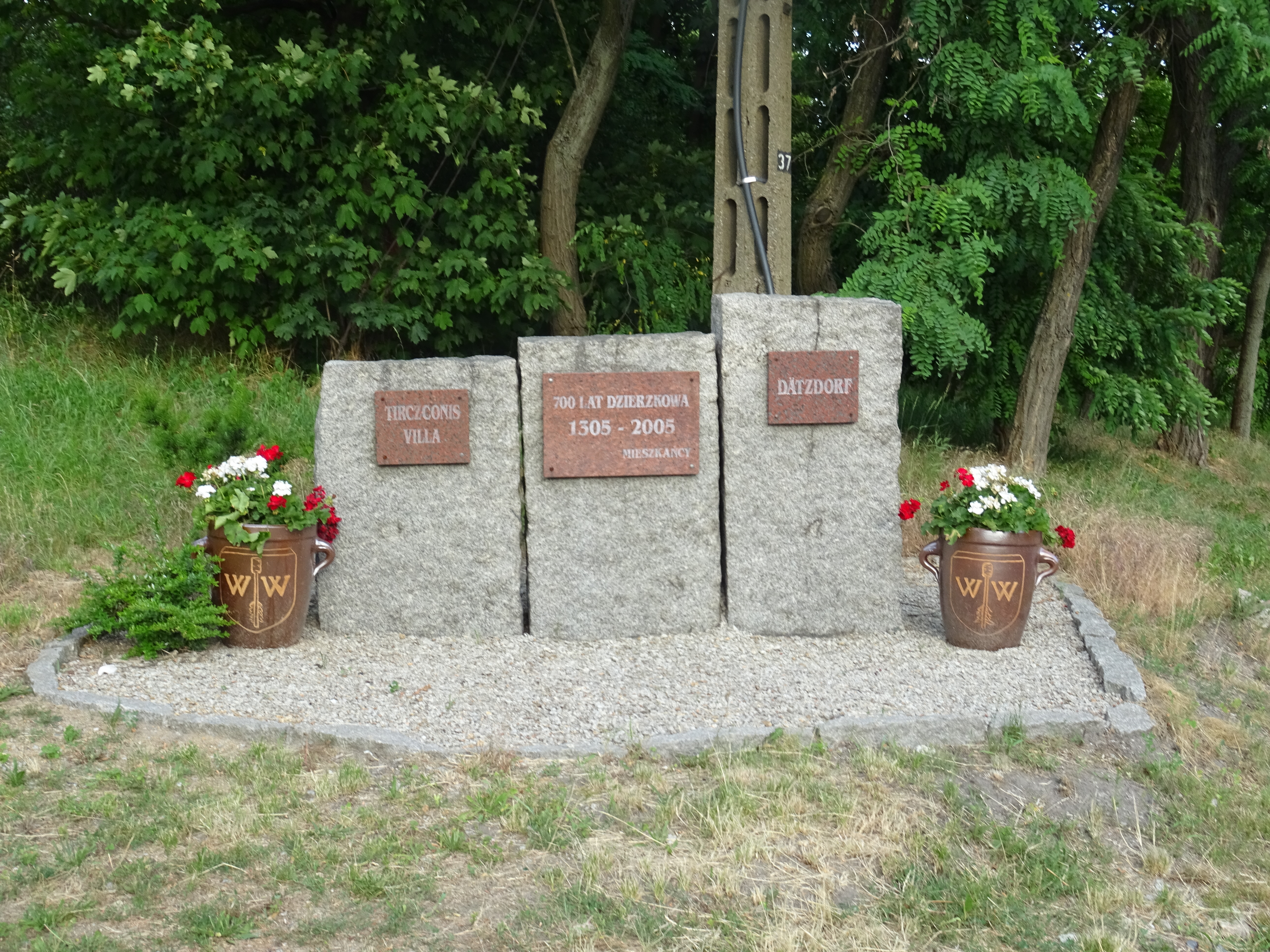